# Pagani Utopia
La Pagani Utopia è un modello di autovettura sportiva realizzata dalla casa automobilistica italiana Pagani e prodotta in serie limitata a partire dal 2022.

## Profilo e debutto

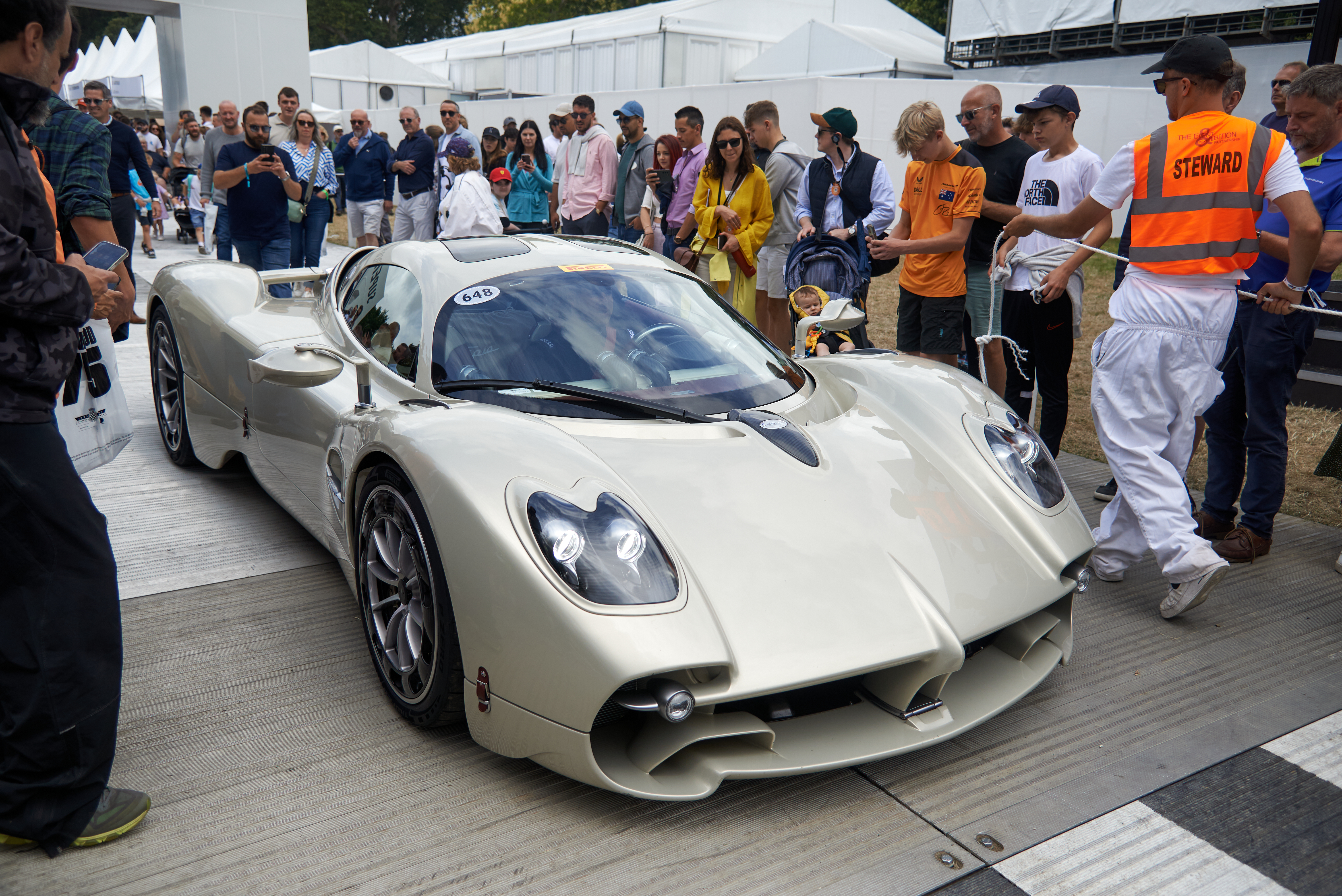
Dettaglio frontale

Nota durante le fasi di sviluppo con il nome in codice C10, i primi prototipi-muletto in fase di collaudo su strada sono stati avvistati a maggio 2022. La vettura in veste definitiva è stata presentata in anteprima il 12 settembre 2022 durante un evento al Teatro Lirico di Milano; il giorno seguente è stata esposta al pubblico nella Sala del Cenacolo all'interno del Museo nazionale della scienza e della tecnologia Leonardo da Vinci. È il terzo modello della Pagani, andando a sostituire la Pagani Huayra; della vettura è stata fissata una produzione limitata per un totale di 99 esemplari, che sono già stati tutti venduti.

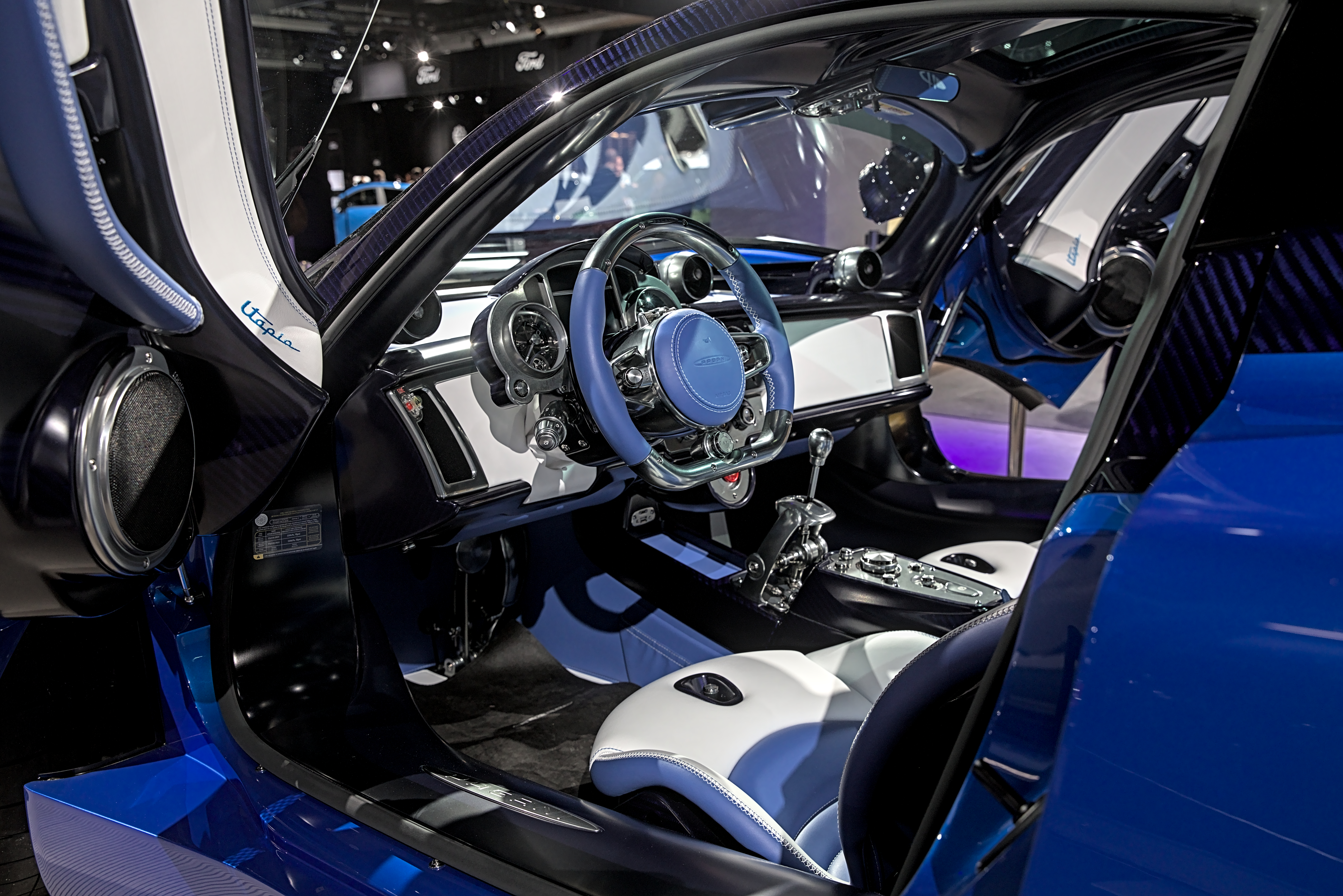
Interni

## Meccanica e tecnica
La vettura viene realizzata su di un telaio di nuova concezione, con struttura monoscocca multimateriale in titanio e carbonio, che rispetto al modello precedente incrementano la rigidità torsionale del 38% pur mantenendo lo stesso peso. Ad esso sono ancorati nella parte anteriore e posteriore dei telaietti realizzati in acciaio al cromo-molibdeno, al quale sono imbullonati il motore e le sospensioni (queste ultime ricavate in alluminio forgiato e del tipo a doppio braccio oscillante). All'abitacolo si accede tramite porte a farfalla.
A spingere la Utopia c'è un propulsore endotermico, progettato e costruito in Germania dalla Mercedes-AMG, posizionato centralmente, con architettura V12 e bancate avente angolo di 60°, sovralimentato mediante un sistema biturbo. Con una cilindrata di 5980 cm³ e un peso di 262 kg a secco, l'unità eroga 864 CV a 6000 giri/min e sviluppa una coppia massima di 1100 Nm disponibile tra i 2800 e 5900 giri/min. La potenza viene trasferita a terra tramite un cambio Xtrac a 7 marce montato trasversalmente, disponibile in versione manuale oppure automatica, accoppiato ad un differenziale elettromeccanico con frizione a triplo disco.
Il sistema frenante, realizzato dalla Brembo, si compone di quattro dischi ventilati realizzati in materiale carboceramico, che misurano all'avantreno 410×38 mm con pinze monolitiche a sei pistoncini, mentre al retrotreno sono da 390×34 mm con pinze monolitiche a quattro pistoncini.
La vettura monta pneumatici Pirelli all'avantreno di 21 pollici mentre al retrotreno di 22 pollici, che sono stati creati appositamente per questo modello, chiamati P Zero Corsa.

## Evoluzione

### Roadster
Il 30 luglio 2024 Pagani ha presentato l'Utopia Roadster, versione decapottabile. L'auto mantiene il gruppo motopropulsore della coupé con le stesse specifiche tecniche. La produzione dell'Utopia Roadster è limitata a sole 130 unità.

## Scheda tecnica
| Caratteristiche tecniche - Pagani Utopia                                                                         | Caratteristiche tecniche - Pagani Utopia | Caratteristiche tecniche - Pagani Utopia | Caratteristiche tecniche - Pagani Utopia | Caratteristiche tecniche - Pagani Utopia | Caratteristiche tecniche - Pagani Utopia |
| Configurazione                                                                                                   | Configurazione | Configurazione | Configurazione | Configurazione | Configurazione |
| --- | --- | --- | --- | --- | --- |
| Carrozzeria: Berlinetta                                                                                          | Carrozzeria: Berlinetta | Posizione motore: centrale longitudinale | Posizione motore: centrale longitudinale | Trazione: posteriore | Trazione: posteriore |
| Dimensioni e pesi                                                                                                | | | | | |
| Posti totali: 2                                                                                                  | Posti totali: 2 | Bagagliaio: | Bagagliaio: | Serbatoio: | Serbatoio: |
| Masse | a vuoto: 1280 kg | a vuoto: 1280 kg | a vuoto: 1280 kg | a vuoto: 1280 kg | a vuoto: 1280 kg |
| Meccanica | | | | | |
| Tipo motore: Mercedes-AMG 12 cilindri a V biturbo                                                                | Tipo motore: Mercedes-AMG 12 cilindri a V biturbo | Tipo motore: Mercedes-AMG 12 cilindri a V biturbo | Cilindrata: 5980 cm³ | Cilindrata: 5980 cm³ | Cilindrata: 5980 cm³ |
| Distribuzione: bialbero a quattro valvole per cilindro                                                           | Distribuzione: bialbero a quattro valvole per cilindro | Distribuzione: bialbero a quattro valvole per cilindro | Alimentazione: iniezione diretta | Alimentazione: iniezione diretta | Alimentazione: iniezione diretta |
| Prestazioni motore                                                                                               | Potenza: 864 CV a 6000 giri/min / Coppia: 1100 Nm a 2800-5900 giri/min                                                                                               | Potenza: 864 CV a 6000 giri/min / Coppia: 1100 Nm a 2800-5900 giri/min                                                                                               | Potenza: 864 CV a 6000 giri/min / Coppia: 1100 Nm a 2800-5900 giri/min                                                                                               | Potenza: 864 CV a 6000 giri/min / Coppia: 1100 Nm a 2800-5900 giri/min                                                                                               | Potenza: 864 CV a 6000 giri/min / Coppia: 1100 Nm a 2800-5900 giri/min                                                                                               |
| Frizione: a triplo disco                                                                                         | Frizione: a triplo disco | Frizione: a triplo disco | Cambio: Xtrac a 7 marce | Cambio: Xtrac a 7 marce | Cambio: Xtrac a 7 marce |
| Telaio | | | | | |
| Corpo vettura | monoscocca in carbotanio | monoscocca in carbotanio | monoscocca in carbotanio | monoscocca in carbotanio | monoscocca in carbotanio |
| Sterzo | a cremagliera servoassistito | a cremagliera servoassistito | a cremagliera servoassistito | a cremagliera servoassistito | a cremagliera servoassistito |
| Freni | anteriori: a disco carboceramici da 410×38 mm con pinze a sei pistoncini / posteriori: a disco carboceramici da 390×34 mm con pinze monolitiche a quattro pistoncini | anteriori: a disco carboceramici da 410×38 mm con pinze a sei pistoncini / posteriori: a disco carboceramici da 390×34 mm con pinze monolitiche a quattro pistoncini | anteriori: a disco carboceramici da 410×38 mm con pinze a sei pistoncini / posteriori: a disco carboceramici da 390×34 mm con pinze monolitiche a quattro pistoncini | anteriori: a disco carboceramici da 410×38 mm con pinze a sei pistoncini / posteriori: a disco carboceramici da 390×34 mm con pinze monolitiche a quattro pistoncini | anteriori: a disco carboceramici da 410×38 mm con pinze a sei pistoncini / posteriori: a disco carboceramici da 390×34 mm con pinze monolitiche a quattro pistoncini |
| Pneumatici | Pirelli P Zero Corsa / Cerchi: in lega d'alluminio, forgiati, ant. da 21 e post. da 22                                                                               | Pirelli P Zero Corsa / Cerchi: in lega d'alluminio, forgiati, ant. da 21 e post. da 22                                                                               | Pirelli P Zero Corsa / Cerchi: in lega d'alluminio, forgiati, ant. da 21 e post. da 22                                                                               | Pirelli P Zero Corsa / Cerchi: in lega d'alluminio, forgiati, ant. da 21 e post. da 22                                                                               | Pirelli P Zero Corsa / Cerchi: in lega d'alluminio, forgiati, ant. da 21 e post. da 22                                                                               |
| Prestazioni dichiarate                                                                                           | | | | | |
| Omologazione: Euro 6                                                                                             | Omologazione: Euro 6 | Omologazione: Euro 6 | Emissioni CO2: | Emissioni CO2: | Emissioni CO2: |
| Fonte dei dati: https://www.newsauto.it/notizie/pagani-utopia-caratteristiche-scheda-tecnica-prezzo-2022-383140/ | | | | | |